# Kruševica (Lazarevac)
Pour les articles homonymes, voir Kruševica.
Kruševica (en serbe cyrillique : Крушевица) est un village de Serbie situé dans la municipalité de Lazarevac et sur le territoire de la Ville de Belgrade. Au recensement de 2011, il comptait 580 habitants.

## Géographie

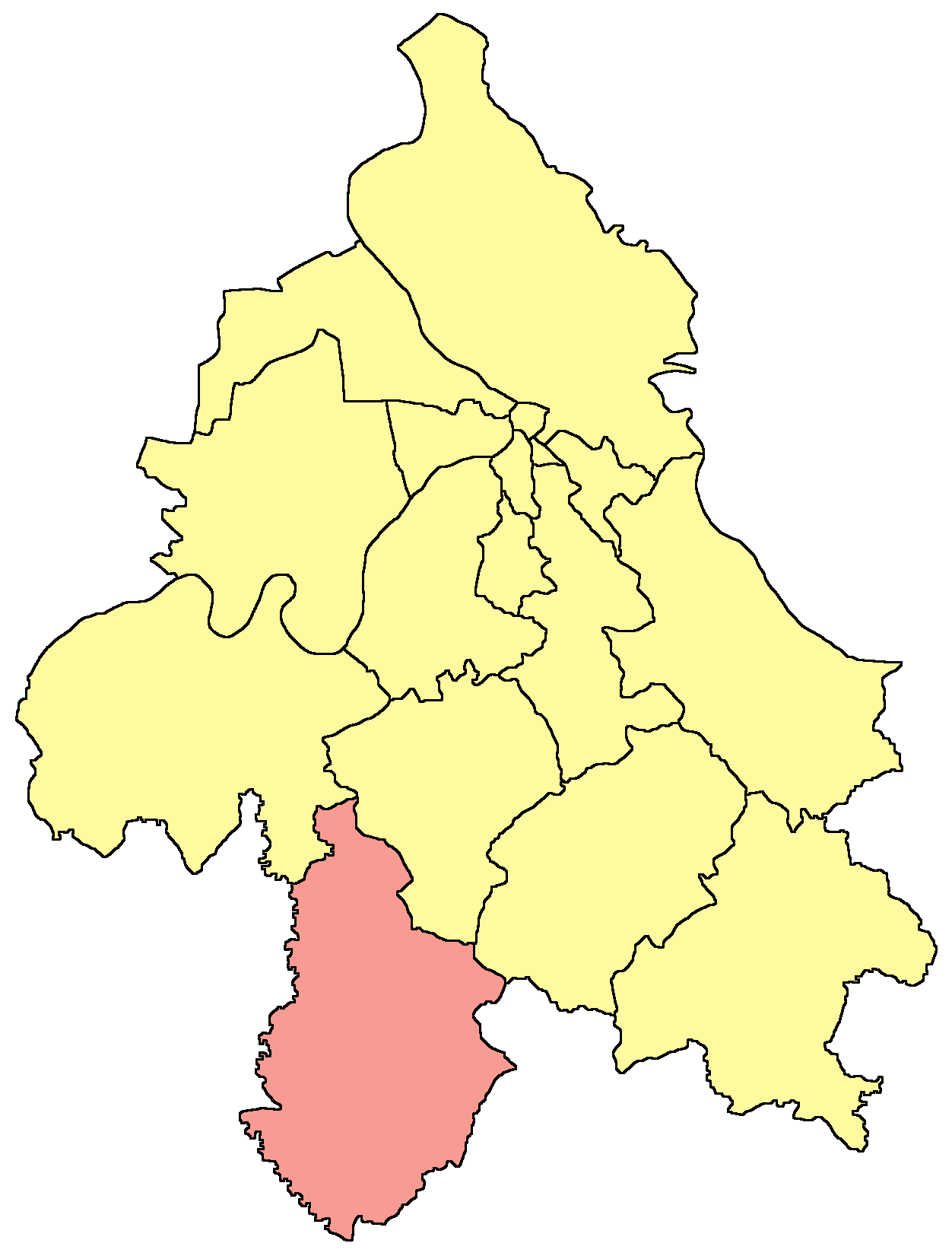
Localisation de la municipalité de Lazarevac dans la Ville de Belgrade

## Démographie
| 1948 | 1953 | 1961 | 1971 | 1981 | 1991 | 2002 | 2011 |
| ---- | ---- | ---- | ---- | ---- | ---- | ---- | ---- |
| 938  | 968  | 886  | 845  | 784  | 753  | 686  | 580  |

|  |

### Données de 2002
Pyramide des âges (2002)
En 2002, l'âge moyen de la population était de 41,5 ans pour les hommes et 43,4 ans pour les femmes.
Répartition de la population par nationalités (2002)
En 2002, les Serbes représentaient 98,68 % de la population.

### Données de 2011
En 2011, l'âge moyen de la population était de 44,6 ans, 43,8 ans pour les hommes et 45,4 ans pour les femmes.

## Éducation
L'école élémentaire de Rudovci gère une annexe à Kruševica.